# Поддембицький повіт
Поддембицький повіт (пол. powiat poddębicki) — один з 21 земських повітів Лодзького воєводства Польщі.
Утворений 1 січня 1999 року в результаті адміністративної реформи.

## Загальні дані
Повіт знаходиться у південно-західній частині воєводства.
Адміністративний центр — місто Поддембіце.
Станом на 1.01.2008 населення становить 41 905 осіб, площа 881,21 км².

## Демографія
Демографічні дані повіту станом на 30.06.2005:
|       | Всього | Всього | Жінки  | Жінки | Чоловіки | Чоловіки |
| ----- | ------ | ------ | ------ | ----- | -------- | -------- |
|       | осіб   | %      | осіб   | %     | осіб     | %        |
| Повіт | 42 456 | 100    | 21 482 | 50,6  | 20 974   | 49,4     |
| Міста | 10 865 | 100    | 5716   | 52,6  | 5149     | 47,4     |
| Села  | 31 591 | 100    | 15 766 | 49,9  | 15 825   | 50,1     |